# Nektanebos II.
Nektanebos II. (altägyptisch Nechethorenhebit, auch Nachthorehebit) war der letzte einheimische Pharao (König) im Alten Ägypten. Mit ihm endete eine fast 3000 Jahre lange Ära der ägyptischen Geschichte. Nach ihm folgten vier persische Könige, dann die griechisch-ptolemäische sowie römische Periode. Nektanebos II. regierte als dritter Herrscher der 30. Dynastie vom Sommer des Jahres 359 v. Chr. wahrscheinlich bis zum Frühjahr 341 v. Chr. Nektanebos II. war der Neffe seines Vorgängers Tachos, der nach dem Verrat seines Bruders Tjaihepimu durch Nektanebos II. gestürzt wurde.

## Leben

### Herrschaft
Nektanebos II. begleitete Tachos auf dessen Feldzug gegen den persischen Großkönig Artaxerxes II., als der in Ägypten als Statthalter zurückgebliebene Tjaihepimu rebellierte und seinen Sohn Nektanebos II. zum neuen Pharao ausrief. Dieser erhielt auch vom alten spartanischen König Agesilaos II. Unterstützung, der von Tachos abgefallen war. Tachos musste fliehen, vielleicht an den Hof seines bisherigen persischen Erzfeindes. Doch auch Nektanebos II. konnte seine Herrschaft nicht unangefochten übernehmen, da ein namentlich nicht bekannter, aus Mendes stammender Thronrivale erstand, den Nektanebos II. aber mit Agesilaos’ Hilfe bezwingen konnte. Agesilaos wollte anschließend die Heimreise antreten und wurde von Nektanebos II. reich beschenkt entlassen, verstarb jedoch auf dem Weg in die Heimat.
In den ersten Jahren seiner Herrschaft scheint Nektanebos II. relativ unangefochten regiert zu haben; auch an der Südgrenze Ägyptens dürfte es ruhig geblieben sein. Der Pharao betrieb eine ausgedehnte Bautätigkeit und beschenkte den Horus-Tempel von Edfu mit ausgedehnten Ländereien.
Im Winter 351/350 v. Chr. startete der persische Großkönig Artaxerxes III. einen Angriff auf Ägypten, über den aber kaum mehr bekannt ist, als dass er scheiterte. Griechische Feldherren, nämlich der Athener Diophantos und der Spartaner Lamios, sollen maßgeblich zum ägyptischen Sieg beigetragen haben. Nektanebos II. unterstützte danach die etwa 346/345 v. Chr. in Phönizien und auf Zypern ausgebrochene Rebellion gegen die persische Oberherrschaft, indem er dem aufständischen König Tabnit von Sidon 4.000 griechische Söldner unter dem Kommando von Mentor von Rhodos zu Hilfe schickte. Es ist aber nicht sicher, ob die Erhebung, wie oft angenommen, eine Folge der persischen Niederlage gegen Ägypten von 351/350 v. Chr. war.
Nach anfänglichen Rückschlägen konnte Artaxerxes III. die Rebellen besiegen. Er warb laut dem antiken Historiker Diodor 10.000 griechische Söldner an. Sidon fiel durch den Verrat des Mentor und Tabnit, wobei letzterer dennoch auf Befehl des Perserkönigs hingerichtet wurde. Auch die Revolte in Zypern wurde niedergeschlagen. Damit war Artaxerxes III. nun in der Lage, sich ganz auf die Eroberung Ägyptens zu konzentrieren.

### Sturz
Diodor datierte den Angriff auf Ägypten sowohl in das 18. Regierungsjahr des Artaxerxes III. als auch des Nektanebos II., ausgehend von einer 362 v. Chr. erfolgten Machtübernahme des Artaxerxes III. Auf dieser Grundlage ergab sich für den Feldzug gegen Ägypten eine Ansetzung für das Jahr 343 v. Chr. Aus dem demotischen Papyrus Der Traum des Nektanebos geht hervor, dass der Sommer des Jahres 343 v. Chr. mit dem 16. Regierungsjahr des Nektanebos II. gleichzusetzen ist. Aus dem sechsten Regierungsjahr des Artaxerxes III. ist für den 22. November 353 v. Chr. eine Mondfinsternis belegt. Sein erstes Regierungsjahr begann daher nicht vor Dezember 359 v. Chr. Nach Berichtigung der Datierungen von Diodor kann der Angriff auf Ägypten frühestens im Dezember 342 v. Chr. erfolgt sein, zumal die Nilschwemme erst im September oder Oktober endete.
Diodor stützte sich bei seinen Angaben in stark verkürzender Form vielleicht auf die 29-bändige Universalgeschichte des im vierten Jahrhundert v. Chr. lebenden griechischen Historikers Ephoros von Kyme, der seine anti-persische Haltung in seine Ausführungen hat einfließen lassen. Eine Analyse ergab, dass Diodor die Angaben des Ephoros von Kyme durchgehend für seine Erzählungen wiederholend verwendete. So zeigen die von Diodor im Zusammenhang des Angriffs auf Ägypten gemachten Größenangaben bezüglich der Heere des Artaxerxes III. und des Nektanebos II. auffällige Parallelen mit den Diodor-Zahlen aus anderen Schlachten.
Die Einzelheiten von Diodors Bericht über die erfolgreiche persische Attacke auf Ägypten sind in ihrer Glaubwürdigkeit umstritten. Der Perserkönig teilte demnach seine Truppen in drei von jeweils einem Griechen und einem Perser befehligte Heeresabteilungen. Die Kommandanten des ersten Truppenkontingents waren Lakrates und Rhosakes, die neben Fußsoldaten über beträchtliche Kavallerie-Einheiten verfügten. Nikostratos und Aristazanes befehligten 5000 Elitesoldaten und 80 Trieren, die über den Seeweg in die Offensive gehen sollten. Mentor und Bagoas waren die Anführer der dritten Abteilung; auch sie verfügten über zahlreiche Schiffe. Artaxerxes III. führte als Oberbefehlshaber die Aufsicht über das gesamte persische Heer. Die ägyptische Armee soll nach Diodor eine Gesamtstärke von 100.000 Mann umfasst haben: 20.000 Griechen, 20.000 Libyer und 60.000 Ägypter.
Nikostratos drang mit seiner Flotte über einen Kanal in Ägypten ein und besiegte ein Heer des Kleinias von Kos, worüber Nektanebos II. so erschrocken sein soll, dass er sich nach Memphis zurückzog. Lakrates konnte die Grenzfestung Pelusium nicht gleich erobern, versicherte deren griechischen Verteidigern aber nach Verhandlungen, dass sie bei Übergabe der Stadt unbehelligt fortgehen könnten. Als Bagoas nun Pelusium besetzte, sollen seine Leute die abziehenden Griechen beraubt haben. Lakrates habe das Vergehen gerächt, was im Nachhinein von Artaxerxes III. gebilligt worden sei. Diodor schreibt Mentor und Bagoas die Einnahme von Bubastis durch eine Kriegslist zu, woraufhin sich weitere ägyptische Städte ergaben. Daraufhin gab Nektanebos II. offenbar den Machtkampf um Ägypten verloren und flüchtete nach Nubien, wo er verscholl. Die letzten Belege des Nektanebos II. stammen aus seinem 18. Regierungsjahr und datieren auf den Monat Mecher (April 341 v. Chr.).

## Rezeption
Der demotischen Literatur entstammt das Motiv der romanhaften Legende des so genannten griechischsprachigen Alexanderromans, der altägyptische Vorstellungen hinsichtlich der „Königsgeburt“ übernahm und Nektanebos II. zum „Vater des Alexander“ werden ließ. Die der Textgattung der altägyptischen Erzählungen zugehörigen Berichte wurden im Werk des Pseudo-Kallisthenes verarbeitet, das die Geschichte von der Vaterschaft des Nektanebos II. auf Alexander übertrug. Als weitere Vertreter der demotischen Literatur sind die Erzählungen Der Traum des Nektanebos und Der Trug des Nektanebos bekannt. Im Geschichtswerk Excerpta Latina Barbari wird erwähnt, dass Nektanebos nach Makedonien geflohen sei. Er hätte dort gelebt und Astrologie unterrichtet.
Während des Ägyptenfeldzugs Napoleons glaubten die Franzosen, den leeren Sarkophag von Nektanebos II. entdeckt zu haben, und wollten ihn nach Frankreich verschiffen, doch konnten die Engländer den Transport 1801 abfangen. Heute befindet sich der Sarkophag im British Museum.